# بناکت
بَناکَت شهری در بخش بالایی سیردریا در فرارود (تاجیکستان امروزی، آسیای میانه) بود.
این شهرِ کوچک در پیوندگاه رود آهنگران (ایلاق) (که در جانب راست شهر جاری است) با سیردریا (خَشَرت)، تقریباً در جنوب شرقی تاشکند (چاچ) قرار داشت و روزگاری شهری آبادان بود، اما حصار نداشت و مسجد جامع آن در بازار قرار گرفته بود.
بناکت در نزدیکی خجند در تاجیکستان امروزی قرار داشت. بناکت در حمله مغول ویران شد. سپاهی از مغولان، که منابع، شمار آن را ۵ هزار تن ذکر کرده‌اند، به فرماندهی الغ نویان و سکتور بناکت را گشودند و ساکنان آن را یا از دم تیغ گذراندند یا به عنوان سپاه مهاجم برای محاصره شهرهای دیگر به خدمت گرفتند. شهر بناکت بعداً توسط تیمور لنگ بازسازی شد و به نام پسرش شاهرخ، به شاهرخیه تغییر نام داد. ویرانه‌های آن که اکنون «شرقیه» نام دارد هنوز موجود است.
صورت درست‌تر این نام، چنان‌که مقدسی آورده بِناکَث یا پِناکَث است که در سُغدی به شکل بِنیکَث یا بُنیکَث به معنای «شهر اصلی»، «بُن‌شهر» است. این نام را به شکل فَناکَت یا فَناکَنت هم آورده‌اند. کَت، پسوندی ایرانی است (از ریشه کندن) که به زبان‌های ترکی هم وارد شده. صورت فارسی آن کند و کده است و صورت سغدی آن کث و کاث.

## بزرگان
- احمد بناکتی، وزیر ارشد قوبلای خان
- فخر بناکتی، فخرالدین داودبن محمد مکنی به ابوسلیمان شاعر و مورخ ایرانی
- داود بناکتی، ابوسلیمان فخرالدین … صاحب تاریخ معروفی به‌نام روضهٔ اولوالالباب و مشهور به تاریخ بناکتی که در ۷۱۷ هَ.ق. تألیف شده‌است.
- ناسخ بناکتی: قطب‌الدین احمد پسر محمود، معروف به ناسخ بناکتی و مکنی به ابوالمظفر. از خوشنویسان و معاصر خواجه نصیرالدین طوسی است، وی بعد از سال ۶۷۱هَ. ق. درگذشته است.
- علی بناکتی: ابن محمد بناکتی (سیدنظام الدین …). از عرفای مشهور و محترم تبریز بود و در سال ۶۹۹ هَ.ق. در این شهر درگذشت.